# دروغ پشت دروغ
دروغ پشت دروغ (انگلیسی: Lie After Lie; کره‌ای: 거짓말의 거짓말) یک مجموعهٔ تلویزیونی کره جنوبی سال ۲۰۲۰ با بازی لی یو-ری و یئون جونگ-هون است. این مجموعه از ۴ سپتامبر تا ۲۴ اکتبر ۲۰۲۰، روزهای جمعه و شنبه ساعت ۲۲:۵۰ (کی‌اس‌تی) از چنل ای برای ۱۶ قسمت پخش شد. این مجموعه همچنین به‌طور همزمان از دراما کیوب، دراما اکس و اسکای تی‌وی نیز پخش شد.

## بازیگران

### اصلی
- لی یو-ری در نقش جی اون سو
- یئون جونگ-هون در نقش کانگ جی مین